# Babalice
Babalice – wieś w Polsce położona w województwie warmińsko-mazurskim, w powiecie nowomiejskim, w gminie Biskupiec. W latach 1975–1998 miejscowość administracyjnie należała do województwa toruńskiego. Obecnie funkcję sołtysa pełni Agnieszka Beyer-Niczyporuk.
| SIMC    | Nazwa     | Rodzaj    |
| ------- | --------- | --------- |
| 1044695 | Papiernia | część wsi |

## Położenie
Babalice leżą na uboczu głównych szlaków komunikacyjnych w regionie. Przez wieś przepływa Młynówka, niewielka rzeka dorzecza Wisły. Miejscowość położona jest około 4 km od Biskupca.

## Historia
Data lokacji Babalic jest nieznana. Wiadomo natomiast, że w XIX w. na dzisiejszym terenie miejscowości znajdowały się: wieś, fabryka papieru oraz majątki ziemskie. W XX w. we wsi działał folwark, którego właścicielami (przed II wojną światową) byli Ludwik Dąmbski oraz jego żona, Maria Dąmbska. Do ich majątku najeżał również dwór wraz z pobliskim parkiem.
Okupację niemiecką Babalic zakończyło 21 stycznia 1945 roku zajęcie miejscowości przez wojska 2 Armii Uderzeniowej 2 Frontu Białoruskiego Armii Czerwonej. Po zakończeniu działań wojennych resztki posiadłości Dąbskich zostały rozebrane, ponieważ miejscowa ludność wykorzystywała materiały budowlane do odbudowy swoich domów.

## Zabytki
Na terenie miejscowości pozostał park z majątku Dąbskich oraz młyn.